# Alexander Barrett Klots
Alexander Barrett Klots (* 12. Dezember 1903 in Manhattan, New York City, New York; † 18. April 1989 in Putnam, Connecticut) war ein US-amerikanischer Entomologe, Lepidopterologe und Sachbuchautor.

## Leben
Alexander Klots war der Sohn von Ephraim Daniels und Helene Constance Klots, geborene Giles. Sein Vater war Arzt, seine Mutter Krankenschwester. 1927 heiratete er Elsie Broughton (* circa 1902; † 1991), eine Lehrerin, die später bei sechs von Klots Büchern als Co-Autorin mitwirkte. Das Paar hatte einen Sohn und eine Tochter. Nach seinem Abschluss der Trinity School und der Blair Academy erlangte Klots 1928 den Bachelor of Science an der Cornell University. 1929 wurde er zum Master of Science graduiert und 1931 wurde er an der Cornell University zum Ph.D. promoviert. Von 1931 bis 1933 war er Mitarbeiter in Entomologie an der University of Rochester in Rochester, New York. Von 1933 bis 1945 war er Dozent, von 1945 bis 1953 war er Assistenzprofessor, von 1953 bis 1959 außerordentlicher Professor und von 1960 bis 1967 war er Professor für Biologie am City College of New York, New York City. Von 1946 bis 1969 war er Wissenschaftlicher Mitarbeiter der entomologischen Abteilung des American Museum of Natural History.
Sein Buch A Field Guide to the Butterflies of North America, East of the Great Plains aus dem Jahr 1951 gehört zu den Standardwerken über die Schmetterlingsfauna Nordamerikas im 20. Jahrhundert. Es wurden über 120.000 Exemplare verkauft. Der Lepidopterologe und Schriftsteller Vladimir Nabokov lobte Klots’ Werk in einer Besprechung in der New York Times als bestes Buch über die Schmetterlinge Nordamerikas seit Samuel Hubbard Scudders The Butterflies of the Eastern United States and Canada aus dem Jahr 1889.
Klots war Mitglied der Entomological Society of America (1940 Präsident), der International Lepidopterists’ Society (1957 Präsident, 1974 Vizepräsident), der Society of Systematic Zoology, der Royal Entomological Society (London), der British Entomological and Natural History Society, der New York Entomological Society, der Linnean Society of London und des Explorers Club.
Klots starb im April 1989 an den Folgen eines Emphysems.

## Dedikationsnamen
Nach Klots sind die Motten Argyrotaenia klotsi, Gnorimoschema klotsi, Acrolophus klotsi, Miraxis klotsi und Pyrausta klotsi benannt.

## Schriften (Auswahl)
- Directions for Collecting and Preserving Insects. Ward’s Natural Science Establishment, Rochester NY 1932.
- A Field Guide to the Butterflies of North America, East of the Great Plains. Illustrated with color paintings of 247 species by Marjorie Statham and 232 photographs by Florence Longworth. Houghton Mifflin, Boston MA 1951.
- Butterflies and Moths. Doubleday, Garden City NY 1953.
- Desert Life. Doubleday, Garden City NY 1954.
- Metamorphosis. Doubleday, Garden City NY 1955.
- In the Arctic. Doubleday, Garden City NY 1957.
- La Vie et moeurs des papillons (= Collection la nature vivante. 7). Horizons de France, Paris 1957.
- North American Butterflies. Doubleday, Garden City NY 1958.
- Our Insect Allies. Doubleday, Garden City NY 1958.
- The World of Butterflies and Moths. McGraw-Hill, New York NY 1958.
- mit Elsie B. Klots: Living Insects of the World. With photos by Andreas Feininger, and others. Line drawings by Su Zan Noguchi Swain. Doubleday, Garden City NY 1959, (deutsch: Insekten (= Knaurs Tierreich in Farben.). Übersetzung, Bearbeitung und deutsche Textgestaltung von Walter Forster. Droemer Knaur, München u. a. 1959).
- mit Elsie B. Klots: Wildflowers of the Desert. Doubleday, Garden City NY 1960.
- Tropical Butterflies. Illustriert von Robert Borja. Children’s Press, Chicago IL 1960.
- mit Elsie B. Klots: 1001 Questions Answered About Insects. Illustriert von A. B. Klots und Dodd Swain. Grosset & Dunlap, New York NY 1961, (Nachdruck: Dover Publications, New York NY u. a. 1977).
- mit Elsie B. Klots: Wildflowers of the Coastal Region. Doubleday, Garden City NY 1962.
- The World of Insects. Doubleday, Garden City NY 1966.
- North American Butterflies and Moths. Doubleday, Garden City NY 1967.
- mit Elsie B. Klots: The Community of Living Things in the Desert (= Community of Living Things. 5), Creative Educational Society, Mankato MN 1967.
- mit Elsie B. Klots: Insects of North America. Doubleday, Garden City NY 1971.
- Butterflies of the World. A handy Guidebook to more than 50 Butterfly, Skipper, and Moth Families. Bantam Books, Toronto u. a. 1976, (deutsch: Schmetterlinge (= Goldmann-Ratgeber.  10685 Farbige Welt.). Goldmann, München 1978, ISBN 3-442-10685-0).